# Pływanie na Letnich Igrzyskach Olimpijskich 1920 – 4 × 200 m stylem dowolnym mężczyzn
Sztafeta na dystansie 4 × 200 metrów stylem dowolnym mężczyzn była jedną z konkurencji pływackich rozgrywanych podczas VII Igrzysk Olimpijskich w Antwerpii. W konkurencji wzięło 29 zawodników z siedmiu reprezentacji.
Drużyna amerykańska prowadzona przez Duka Kahanamoku i Normana Rossa była zdecydowanym faworytem do złota. Zdeklasowali oni rywali wygrywając wyścig eliminacyjny z piętnasto-, a finał z dwudziestosekundowym wyprzedzeniem. Ich czas osiągnięty w finale został nowym rekordem świata, bijąc w ten sposób ośmioletni rekord ustalony przez drużynę Austalazji na Letnich Igrzyskach Olimpijskich w Sztokholmie. 

## Rekordy
Rekordy świata i olimpijskie przed rozegraniem konkurencji.
| Rekord świata     | 10:11,2 | Cecil Healy Malcolm Champion Leslie Boardman Harold Hardwick | Sztokholm (SWE) | 15 lipca 1912 |
| Rekord olimpijski | 10:11,2 | Cecil Healy Malcolm Champion Leslie Boardman Harold Hardwick | Sztokholm (SWE) | 15 lipca 1912 |

## Wyniki

### Eliminacje
Do finału awansowały dwie najszybsze sztafety z każdego wyścigu i najszybsza ekipa z trzeciego miejsca.
Wyścig 1
| Miejsce | Zawodnicy                                                                        | Czas    | Uwagi |
| ------- | -------------------------------------------------------------------------------- | ------- | ----- |
| 1       | Stany Zjednoczone (Pua Kealoha, Perry McGillivray, Norman Ross, Duke Kahanamoku) | 10:20,4 | Q     |
| 2       | Australia (Henry Hay, William Herald, Ivan Stedman, Keith Kirkland)              | 10:23,0 | Q     |
| 3       | Szwecja (Robert Andersson, Frans Möller, Orvar Trolle, Arne Borg)                | 10:54,4 | q     |
| 4       | Francja (Albert Mayaud, Paul Vasseur, Georges Pouilley, Henri Padou)             | 11:53,0 | b. d. |

Wyścig 2
| Miejsce | Zawodnicy                                                                      | Czas    | Uwagi |
| ------- | ------------------------------------------------------------------------------ | ------- | ----- |
| 1       | Wielka Brytania (Leslie Savage, Edward Peter, Henry Taylor, Harold Annison)    | 10:51,0 | Q     |
| 2       | Włochy (Mario Massa, Agostino Frassinetti, Antonio Quarantotto, Gilio Bisagno) | 11:01,2 | Q     |
| 3       | Belgia (Jean-Pierre Vermetten, Joseph Cludts, René Bauwens, Gérard Blitz)      | 11:12,2 | b. d. |

### Finał
| Miejsce | Zawodnicy                                                                        | Czas    |
| ------- | -------------------------------------------------------------------------------- | ------- |
| 1       | Stany Zjednoczone (Perry McGillivray, Pua Kealoha, Norman Ross, Duke Kahanamoku) | 10:04,4 |
| 2       | Australia (Henry Hay, William Herald, Ivan Stedman, Frank Beaurepaire)           | 10:25,4 |
| 3       | Wielka Brytania (Leslie Savage, Edward Peter, Henry Taylor, Harold Annison)      | 10:37,2 |
| 4       | Szwecja (Robert Andersson, Frans Möller, Orvar Trolle, Arne Borg)                | 10:50,2 |
| 5       | Włochy (Mario Massa, Agostino Frassinetti, Antonio Quarantotto, Gilio Bisagno)   | b. d.   |